# Општина Чизер (Салаж)
Чизер (рум. Cizer) општина је у Румунији у округу Салаж.
Oпштина се налази на надморској висини од 341 m.